# Villeneuve-lès-Avignon
Villeneuve-lès-Avignon  é uma comuna francesa na região administrativa de Occitânia, no departamento de Gard. Estende-se por uma área de 18,27 km². Em 2010 a comuna tinha 12 155 habitantes (densidade: 665,3 hab./km²).